# 丹波村
丹波村（たんばむら）は、京都府中郡にあった村。現在の京丹後市峰山町中心部の北東一帯、峰山町丹波・峰山町矢田・峰山町橋木・峰山町赤坂・峰山町石丸などにあたる。

## 地理
- 河川：竹野川

## 歴史
- 1889年（明治22年）4月1日 - 町村制の施行により、丹波村・矢田村・橋木村・赤坂村・石丸村および杉谷村の大部分（峰山光明寺町を除く）の区域をもって発足。
- 1918年（大正7年）7月1日 - 大字杉谷を峰山町に編入。
- 1927年（昭和2年）3月7日 - 北丹後地震が発生。約300人の工女が働く製糸工場が圧潰して30人のみが助かる被害が発生[1]。
- 1955年（昭和30年）1月1日 - 峰山町・吉原村・五箇村・新山村と合併し、改めて峰山町が発足。同日丹波村廃止。

## 交通

### 鉄道路線
村域を日本国有鉄道の宮津線（現・京都丹後鉄道宮豊線）が通過したが、駅は所在しなかった。